# Формула Злагоди

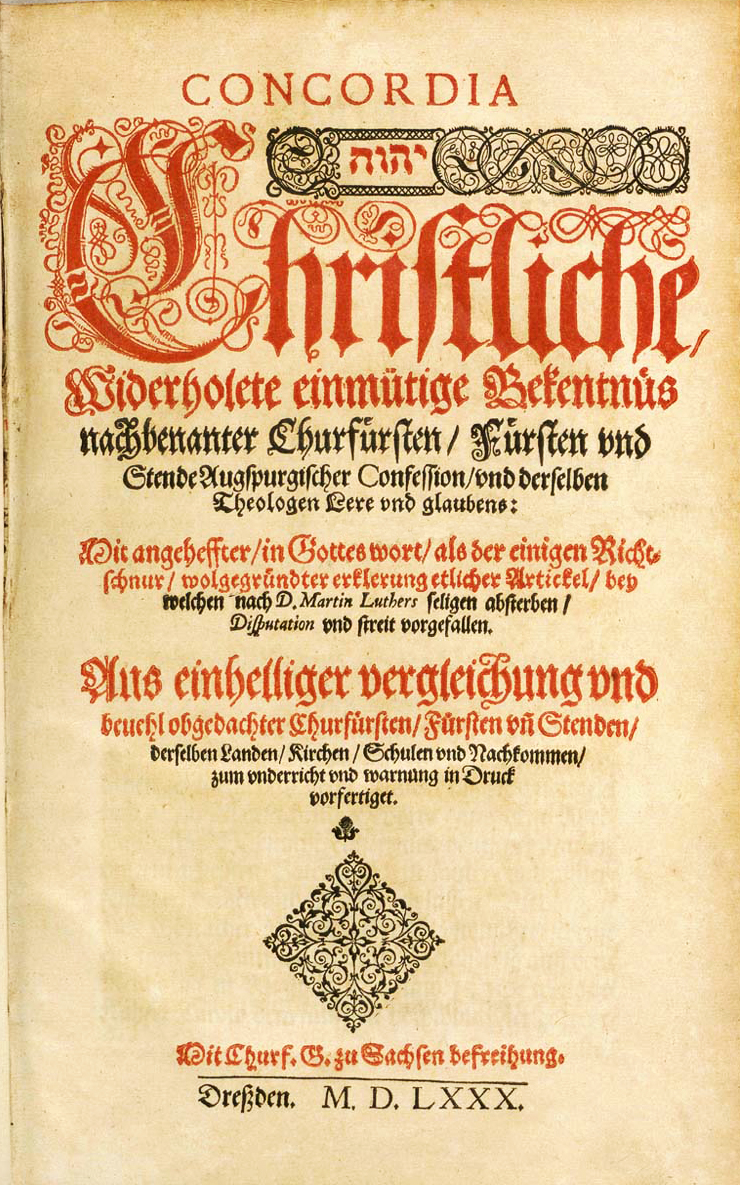
Титульна сторінка

Формула Злагоди (лат. Formula Concordiae, нім. Konkordienformel, інколи Книга Бергіка від назви монастиря, де був укладений твір) — авторитетна книга лютеранської віри, що містить змістовний виклад вчення (титульоване сповіданням, віровченням або «символом») і складає заключений розділ Corpus Doctrinae, відомого як Книга злагоди. Поза повним об'ємом існує епітома, яка містить стислий переказ дванадцяти формул статтей зібраних Якобом Андрее; і повна декларація — детальний виклад.

## Історія
Після смерті Мартіна Лютера главою лютеран став його друг і сподвижник Філіпп Меланхтон, проте його поступливість спровокувала реакцію гнесіолютеран на чолі з Флаціусом. Двоє теологів — Андрее і Хемніц — вирішили з одного боку покласти край цим суперечкам, а з іншого — не допустити унії з кальвіністами. Початок роботи було покладено в 1569 році курфюрстом Августом, який запросив Андрее у Віттенберг — колиска Реформації. До роботи приєднався Хемніц, який взяв на себе редакцію артикулу «Про свободу волі», і Кітреус, що зайнявся питаннями Причастя. Перший варіант Формули Злагоди був готовий влітку 1576 року в Торгау. Після отримання відгуків та внесення незначних правок документ був урочисто підписаний в Бергу в 1577 році.
Проте намір з'єднати всі лютеранські церкви під прапором нового символу не мало успіху. Церковне визнання Формула Злагоди отримала в курфюрстві Саксонії і Бранденбурзі, у 20 герцогствах, 24 графствах, 35 імперських містах; відкинули її в Гессені, Цвайбрюккені, Ангальт, Померанії, Данії, Швеції, Нюрнберзі, Страсбурзі і т. д. Формула Злагоди спочатку була написана по-німецьки в 12 статтях і лише пізніше Лукасом Озиандер переведена на латинську мову.

## Зміст
- Розділ І. Про прабатьківський гріх
- Розділ ІІ. Про свобідну волю
- Розділ ІІІ. Про праведність віри перед Богом
- Розділ IV. Про добрі діла
- Розділ V. Про Закон і Євангеліє
- Розділ VI. Про третє використання Закону
- Розділ VII. Про Господню Вечерю
- Розділ VIII. Про Особу Христову
- Розділ IX. Про сходження Христа в пекло
- Розділ Х. Про церковні обряди
- Розділ XI. Про Боже вічне передзнання і вибрання
- Розділ XII. Про інші єресі і секти

## Український переклад
Великий Катехізис / пер. укр. мовою І. Ткач; ред. В. Горпинчук. Горлиця: Українська Лютеранська Церква, 2002. 152 с.